# Loge Wending
Wending is een vrijmetselaarsloge in Amsterdam en is onderdeel van Orde van Vrijmetselaren onder het Grootoosten der Nederlanden. De loge komt bijeen in het logegebouw aan de Vondelstraat 39 te Amsterdam.

## Herkomst naam
Bij de oprichting van Loge Wending vond men inspiratie in een gedicht van de dichter en latere Amsterdamse hoogleraar Nederlandse letterkunde Garmt Stuiveling (1907-1985). Het gedicht staat in een bundel genaamd "Elementen", uitgegeven bij De Arbeiderspers in 1931. De bundel bestaat uit drie delen en het bedoelde gedicht staat in het tweede deel, dat in zijn geheel "Wending" genoemd wordt.
"Bij voortduring te arbeiden aan het Grote Doel, in de ruimste zin, met steeds meer bewuster inzet van eigen aanleg en persoonlijkheid, aldus trachtende de Vrijmetselaarsidee het meeste te benaderen en passend te doen zijn in het tijdsbestel; de Loge moet zijn in het maatschappelijk leven, wat het hart is voor het menselijk lichaam: bouwend, stuwend, vernieuwend. Het leven, in de ruimste zin, moet zich afspiegelen in de Loge, de Loge moet zijn stempel drukken op het leven, in de ruimste zin. Het is daarom, dat de naam "Wending" is gekozen, typisch uitgedrukt in het gedicht van Garmt Stuiveling:
Daar is geen einde, daar is geen begin
Het enig zijnde is wisseling
Het enig blijvende is het steeds drijvende
stuwende ritme, dat alles wendt
Dát wenden wordt bedoeld."

## Geschiedenis
In 1953 heeft loge Wending zich afgesplitst van de "moederloge" La Paix, die zelf twee eeuwen daarvoor was opgericht, in het jaar 1755.
De jaarlijkse traditionele winterbijeenkomst, die in de Vrijmetselarij het "Winter St. Jan" genoemd wordt, werd reeds op 27 december 1952 bij een van de grondleggers van de nieuwe Loge thuis gevierd, samen met vijf broeders en hun echtgenotes. Dit bleek tegen het zere been van de overige broeders van Loge La Paix. De bedoeling van de dissidente broeders was om de vrouwen van vrijmetselaren meer te betrekken bij de arbeid in maçonnieke sfeer, in het bijzonder tijdens het gezamenlijke Winter St. Jan; echter met één beperking, namelijk: "...zonder nochtans haar kennis te doen nemen van onze ritualen". Op 6 januari 1953 meldden zich nog vier broeders aan.
Op 10 januari 1953 werd een uitvoerige tekst geschreven over de gedragslijnen en werkmethode. Op 27 maart werd over die nieuw te bedenken naam gediscussieerd en de naam Wending werd aangenomen als zijnde 'kort en bondig'. Het oprichtingsverzoek werd naar de Orde ingezonden op 10 april 1953, met deze naam Wending.
De oprichting van Wending vond, ondanks tegenstand uit La Paix, uiteindelijk toch plaats. Het formele besluit over de oprichting werd genomen tijdens de jaarvergadering van de Orde van Vrijmetselaren. Bij de stemming waren er 26 stemmen tegen, 13 blanco en 111 voor. Hiermee was de laatste hindernis genomen en stond niets de installatie van de Loge Wending op 22 juni 1953 meer in de weg.